# Augustin-Jean Fresnel
Augustin-Jean Fresnel (10. května 1788 Broglie – 14. července 1827 Ville-d'Avray u Paříže) (čti frenel), byl francouzský fyzik jenž významně přispěl k ustanovení teorie vlnové optiky. Fresnel studoval vlastnosti světla teoreticky i experimentálně.

## Životopis
Narodil se v Broglie v departmentu Eure v Horní Normandii jako syn architekta. Zpočátku se učil pomalu a ještě v osmi letech neuměl číst. Ve třinácti letech vstoupil do lycea École Centrale v Caen, v šestnácti pak přešel na École Polytechnique, kterou absolvoval s vyznamenáním. Dále pokračoval ve studiu na École nationale des ponts et chaussées. Pracoval jako inženýr postupně v departmentech Vendée, Drôme a Ille-et-Vilaine; v roce 1814 však po návratu Napoleona přišel o místo protože podporoval rod Bourbonů.
Po druhé restauraci francouzské monarchie získal místo inženýra v Paříži kde poté strávil většinu dalšího života. Jeho zájem o výzkum v oboru optiky pravděpodobně započal okolo roku 1814 kdy vypracoval článek o aberaci světla, jenž však nebyl publikován. Roku 1818 napsal pojednání o difrakci za něž následující rok obdržel v Paříži cenu Francouzské akademie věd. Roku 1819 byl jmenován komisařem pro majáky, pro které vyvinul speciální čočku dnes nazývanou Fresnelova čočka, jako náhradu za zrcadla. V roce 1823 byl jednomyslně zvolen členem francouzské akademie a o dva roky později se stal členem londýnské Královské společnosti. Ta mu roku 1827, nemocnému a krátce před koncem života, udělila Rumfordovu medaili. Zemřel na tuberkulózu ve Ville-d'Avray u Paříže.
Za svého života se Fresnel prakticky nedočkal veřejného uznání a některé z jeho článků byly publikovány Akademií věd teprve mnoho let po jeho smrti. Jak však napsal Thomasu Youngovi roku 1824, on sám byl netečný vůči „tomu pocitu, nebo té marnosti, kterou lidé nazývají láska ke slávě“. „Všechno uznání,“ napsal, „které mi vyjádřili Arago, Laplace a Biot, mě nikdy nepotěšilo tolik jako některý z objevů teoretických zákonitostí nebo potvrzení výpočtu experimentem.“ Fresnel je také jedním ze 72 významných mužů, jejichž jméno je zapsáno na Eiffelově věži v Paříži.

## Vědecké výsledky
Fresnelovy objevy a matematické dedukce, vycházející z experimentálních výsledků Thomase Younga, vedly k rozšíření vlnové teorie světla na širokou skupinu optických jevů. Roku 1817 Young vyslovil domněnku, že světlo je vlnění které má malou příčnou složku avšak že podélná složka je dominantní. Fresnelovi se roku 1821 podařilo matematicky ukázat, že polarizaci lze vysvětlit pouze pokud světlo je úplně příčné, bez jakékoliv podélné složky.
Společně s F. Aragem studoval zákony interference polarizovaných paprsků. Podařilo se mu také získat kruhově polarizované světlo s pomocí skleněného hranolu dnes známého pod jménem Fresnelův hranol.
Nejvíce se Fresnel pravděpodobně proslavil jako vynálezce Fresnelovy čočky, poprvé používané v majácích v době, kdy pracoval jako francouzský zmocněnec pro majáky. Fresnelovy čočky se používají v mnoha různých aplikacích dodnes.